# 공서영
공서영(孔瑞英, 1982년 8월 9일~)은 대한민국의 방송인이다. 음악 그룹 클레오의 멤버로 가수 활동을 하였으며, KBS N 스포츠, XTM에서 스포츠 아나운서로 활동하기도 하였고, 소속사는 티엔엔터테인먼트, 스타잇엔터테인먼트다.

## 생애
공자의 78대손으로 1982년 8월 9일 출생으로 충청북도 영동군에서 태어났다. 출생 당시의 이름은 공춘숙이었으나 성인이 된 이후로 현재의 이름으로 개명하였다. 2001년 패션 모델 첫 데뷔한 그녀는 2003년 KBS 드라마 《로즈마리》의 삽입곡 〈예감〉과 〈너무 사랑했다고〉로 가수 활동을 시작했고, 2004년부터는 여성 음악그룹 클레오에 합류하여 정예빈이라는 예명으로 활동했다. 클레오의 갑작스런 활동 중단으로 본의 아닌 실업자 생활을 하다가 야구 경기 중계방송을 보면서 스포츠 앵커의 꿈을 갖게 되었고, KBS에 직접 문의하여 고졸 학력자도 아나운서 응시가 가능하다는 답변을 받고 아나운서 응시 준비를 시작했다. 2010년 스포츠 케이블 채널 KBS N 스포츠 아나운서 공채에 합격, 채용되었으며, 이후 XTM으로 자리를 옮겼다.

## 학력
- 한광여자고등학교 (졸업)

## 경력
- 2013년 ~ 프리랜서 전향과 동시에 연예기획사 초록뱀E&M과 전속 계약
- 2012년 ~ 2013년 XTM 아나운서
- 2010년 ~ 2012년 KBS N 스포츠 아나운서
- 2004년 ~ 2005년 그룹 클레오 멤버

## 방송
- KBS N 스포츠  (2010년 ~ 2012년)
  - 《스포츠人 명불허전》
  - 《아이 러브 베이스볼 4》
  - 《프로야구 선수》 인터뷰
- XTM  (2012년 ~ 2013년)
  - 《베이스볼 워너비》
  - 《옴므 4.0》
- 프리선언 (2013년 ~ 현재)
  - 2013 《MBC 연기대상》 (레드카펫 보조MC, 2013년)
  - KBS 2TV 《위기탈출 넘버원》 (2013년)
  - 채널A 《컨츄리 선수권 대회 - 동네한바퀴》 (메인MC, 2014년)
  - MBN 《세대격돌! 대화가 필요해》 (2014년)
  - XTM 《베이스볼 워너비》 (2014년)
  - XTM 《10번찍어 안 넘어가는 나무》 (2014년)
  - tvN 《코미디빅리그》 (2014년 ~ 2015년)
  - TV조선 《힐링뷰티쇼 아름다운 당신》 (2014년 ~ 2015년)
  - JTBC 《사랑하는 은동아》 (특별출연, 2015년)
  - 채널A 《구원의 밥상》 (2015년)
  - YTN 사이언스 《QUIZ 킹왕짱》 (2015년 ~ 2016년)
  - JTBC 《투유 프로젝트 - 슈가맨》 (2016년)
  - OBS 《공서영의 특별한 오늘》 (2016년)
  - JTBC 《1%의 정보》 (2016년)
  - MBC 《미스터리 음악쇼 복면가왕》 - 해변의 여인 (2016년)
  - KBS2 《노래싸움 - 승부》 (2016년)
  - E채널 《직진의 달인》 (2016년)
  - iHQ DRAMA 《리치맨》 (2018년) - 강세연 역
  - tbs 《신박한 벙커》 (2020년 ~ )
  - TV조선 《아바드림》 (2022년)
  - TV조선 《미스터로또》 (2023년)

### 영화 & 드라마
- 2017년 《아빠는 딸》 ... 쇼호스트 역
- 2022년 tvN 《멘탈코치 제갈길》 … 뉴스 앵커 역